# Municipio de Guazapares
El Municipio de Guazapares es uno de los 67 municipios en que se divide el estado mexicano de Chihuahua y localizado en una de las zonas más intrincadas de las barrancas de la Sierra Madre Occidental. Su cabecera es Témoris.

## Organización social
Su organización se cimienta en la ranchería, conformada por una familia extensa. Los diferentes miembros de cada núcleo familiar comparten entre sí las tareas cotidianas con el propósito de obtener alimentos y construir o mantener la vivienda. Ésta no tiene una regla estricta, lo más común es que los matrimonios jóvenes la habiten según su conveniencia, tomando en cuenta las necesidades que tengan respecto al trabajo, la disponibilidad de tierras para sembrar o construir la casa, y el acceso a las fuentes de agua.
En el núcleo familiar, el papel de los ancianos es cuidar de los nietos, ayudar en los trabajos de la casa y transmitir los conocimientos que tengan acerca de los mitos, historias y costumbres del grupo, así como de la medicina tradicional.

## Geografía
El municipio de Guazapares se encuentra localizado en una de las zonas más alejadas y abruptas de la Sierra Madre Occidental en el extremo suroeste del estado de Chihuahua, en la región donde la sierra desciende en profundas barrancas hacia las planicies de Sinaloa. Sus límites territoriales son al norte con el municipio de Uruachi, al noreste con el municipio de Maguarichi y con el municipio de Bocoyna, al sureste con el municipio de Urique y al oeste con el municipio de Chínipas, al sur limita con el estado de Sinaloa, correspondiendo al municipio de Choix. Tiene una extensión total de 2,145.80 kilómetros cuadrados.

### Orografía e hidrografía
Guazapares se encuentra totalmente cubierto por las cadenas montañosas de la Sierra Madre Occidental siendo su terreno completamente accidentado y surcado por profundas barrancas y altos picos

## Demografía
Según el Conteo de Población y Vivienda de 2020 realizado por el Instituto Nacional de Estadística y Geografía, la población del municipio de Guazapares es de 8 196 habitantes, de los cuales 50.1% son hombres y 49.9% son mujeres.

### Localidades
En el censo de 2020 el municipio de Guazapares contaba con 302 localidades.
| Código INEGI      | Localidad         | Población (2020) |
| ----------------- | ----------------- | ---------------- |
| 080300001         | Témoris           | 2 746            |
| Otras localidades | Otras localidades | 5 450            |
| Total municipal   | Total municipal   | 8 196            |

## Política

### Representación legislativa
Para la elección de diputados federales y locales, el municipio se encuentra integrado en:
Local:
- Distrito electoral local 13 de Chihuahua con cabecera en Guerrero.

Federal:
- IX Distrito Electoral Federal de Chihuahua con cabecera en Parral.[8]

### Presidentes municipales
- (1962) - (1965) : Anselmo Pérez Rodríguez
- (1971 - 1974): Servando Portillo Díaz
- (1974 - 1977): Anselmo Pérez Rodríguez
- (1977 - 1980): César Rascón Rascón
- (1980 - 1983): Noel Ochoa Armendáriz
- (1983 - 1986): Enrique González González
- (1986 - 1989): Gustavo Valenzuela Pérez
- (1989 - 1992): Noel Ochoa Armendáriz
- (1992 - 1995): Raúl Rascón Rascón
- (1995 - 1998): Sóstenes Portillo Díaz
- (1998 - 2001): Manuel Fontes Maríquez
- (2001 - 2004): Aureliano Ochoa Arredondo
- (2004 - 2007): Homero Cervantes Laureiro
- (2007 - 2010): Jesús Salvador Ochoa Palma
- (2010 - 2013): Bartolo Moreno Bustillos
- (2013 - 2016): Cutberto González Banda
- (2016 - 2018): Deysi Rascón Ochoa
- (2018-2021): Joel Guillermo Bustillos Ramírez
- (2021-2024); Joel Guillermo Bustillos Ramírez
- (2024-2027): Bartolo Moreno Bustillos.